# Смешанная парная сборная Кыргызстана по кёрлингу
Смешанная парная сборная Кыргызстана по кёрлингу — смешанная национальная сборная команда (составленная из одного мужчины и одной женщины), представляет Кыргызстан на международных соревнованиях по кёрлингу. Управляющей организацией выступает Федерация кёрлинга Кыргызстана.

## Результаты выступлений

### Квалификационные турниры кчемпионатам мира
| Год       | Место | Игры | Победы | Поражения | Состав (женщина, мужчина, тренер)                                |
| --------- | ----- | ---- | ------ | --------- | ---------------------------------------------------------------- |
| 2023/2024 | 26    | 6    | 0      | 6         | Keremet Asanbaeva, Beksultan Myrzabaev, Aibek Asanaliev (тренер) |
| 2024/2025 | 26    | 6    | 0      | 6         | Keremet Asanbaeva, Iskhak Abykeev, Aibek Asanaliev (тренер)      |

### Предварительные квалификационные турниры кОлимпийским играм
(допуск на квалификационные турниры)
| Год       | Место | Игры | Победы | Поражения | Состав (женщина, мужчина, тренер)                                |
| --------- | ----- | ---- | ------ | --------- | ---------------------------------------------------------------- |
| 2021/2022 | 10    | 5    | 2      | 3         | Anastasiia Frolova, Ivan Osolodkov, Tynchtykbek Samatov (тренер) |

### Азиатские игры
| Год  | Место | Игры | Победы | Поражения | Состав (женщина, мужчина, тренер)                                                            |
| ---- | ----- | ---- | ------ | --------- | -------------------------------------------------------------------------------------------- |
| 2025 | 9     | 5    | 1      | 4         | Keremet Asanbaeva, Iskhak Abykeev, Aisuluu Meimanbek Kyzy (тренер), Aibek Asanaliev (тренер) |